# Südostasienspiele 2005/Badminton
Badminton wurde bei den  Südostasienspielen 2005 in der PhilSports Arena von Pasig City auf den Philippinen vom 28. November bis 3. Dezember gespielt.

## Medaillengewinner
| Disziplin    | Gold | Silber | Bronze |
| ------------ | --- | --- | --- |
| Herreneinzel | Sony Dwi Kuncoro | Simon Santoso | Lee Chong Wei Muhammad Hafiz Hashim |
| Dameneinzel  | Adriyanti Firdasari | Wong Mew Choo | Li Li Salakjit Ponsana |
| Herrendoppel | Markis Kido Hendra Setiawan | Luluk Hadiyanto Alvent Yulianto Chandra | Choong Tan Fook Wong Choong Hann Chan Chong Ming Koo Kien Keat |
| Damendoppel  | Wong Pei Tty Chin Eei Hui | Jo Novita Greysia Polii | Jiang Yanmei Li Yujia Saralee Thungthongkam Sathinee Chankrachangwong |
| Mixed        | Nova Widianto Liliyana Natsir | Anggun Nugroho Tetty Yunita | Hendri Kurniawan Saputra Li Yujia Koo Kien Keat Wong Pei Tty |
| Herrenteam   | Malaysia Lee Chong Wei Muhammad Hafiz Hashim Kuan Beng Hong Choong Tan Fook Wong Choong Hann Chan Chong Ming Koo Kien Keat Lee Wan Wah                                                       | Indonesien Taufik Hidayat Sony Dwi Kuncoro Simon Santoso Luluk Hadiyanto Alvent Yulianto Hendra Setiawan Markis Kido Anggun Nugroho Nova Widianto | Thailand Boonsak Ponsana Poompat Sapkulchananart Jakrapan Thanathiratham Sudket Prapakamol Patapol Ngernsrisuk Nitipong Saengsila Songphon Anugritayawon Vietnam Nguyễn Tiến Minh Nguyễn Hoàng Hải Nguyễn Quang Phong Trần Thanh Hải Nguyễn Quang Minh                                                |
| Damenteam    | Thailand Salakjit Ponsana Molthila Meemeak Soratja Chansrisukot Saralee Thungthongkam Sathinee Chankrachangwong Kunchala Voravichitchaikul Sujitra Ekmongkolpaisarn Sirivannavari Nariratana | Singapur Li Li Xing Aiying Jiang Yanmei Li Yujia Liu Fan Frances Shinta Mulia Sari                                                                | Indonesien Adriyanti Firdasari Fransisca Ratnasari Maria Kristin Yulianti Jo Novita Greysia Polii Lita Nurlita Natalia Poluakan Tetty Yunita Liliyana Natsir Malaysia Wong Mew Choo Sutheaswari Mudukasan Julia Wong Pei Xian Norshahliza Baharum Wong Pei Tty Chin Eei Hui Mooi Hing Yau Ooi Sock Ai |

## Medaillenspiegel
| Platz | Land       | Gold | Silber | Bronze | Gesamt |
| ----- | ---------- | ---- | ------ | ------ | ------ |
| 1.    | Indonesien | 4    | 5      | 1      | 10     |
| 2.    | Malaysia   | 2    | 1      | 6      | 9      |
| 3.    | Thailand   | 1    | 0      | 3      | 4      |
| 4.    | Singapur   | 0    | 1      | 3      | 4      |
| 5.    | Vietnam    | 0    | 0      | 1      | 1      |